# Prvenstvo Hrvatske u šahu 2020.
Prvenstvo Hrvatske u šahu za 2020. godinu odigrano je u hotelu Slavonija u Vinkovcima, od 18. do 29. lipnja 2020. godine.
Organizator je bio Hrvatski šahovski savez. Turnir su tehnički organizirali Šahovski savez Vukovarsko-srijemske županije i ŠK Vinkovci. Glavni sudac bio je Anto Majić, zamjenik glavnog suca Želimir Smuk. Sudac i voditelj prijenosa partija u živo putem interneta bio je Patrick Nikić. Turnir se igrao po švicarskom sustavu.
Konačni poredak:
|     | Mj. | Šahist             | Bodovi | Klub                  |
| --- | --- | ------------------ | ------ | --------------------- |
| 1.  | VM  | Saša Martinović    | 7,0    | Solin-Cemex           |
| 2.  | VM  | Zdenko Kožul       | 6,5    | Zagreb                |
| 3.  | VM  | Robert Zelčić      | 6,5    | Zagreb                |
| 4.  | VM  | Hrvoje Stević      | 6,5    | Zagreb                |
| 5.  | VM  | Ante Brkić         | 6,5    | Vinkovci              |
| 6.  | VM  | Ante Šarić         | 6,0    | Mornar, Split         |
| 7.  | VM  | Ognjen Jovanić     | 5,5    | Liburnija, Rijeka     |
| 8.  | VM  | Mladen Palac       | 5,0    | Zagreb                |
| 9.  | VM  | Marin Bosiočić     | 5,0    | Sesvete Agroproteinka |
| 10. | VM  | Davor Rogić        | 5,0    | Solin-Cemex           |
| 11. | MM  | Jadranko Plenča    | 3,5    | Liburnija, Rijeka     |
| 12. | VM  | Blažimir Kovačević | 3,0    | Novi Zagreb           |

## Vanjske poveznice
- Hrvatski šahovski savez Prvenstvo Hrvatske 2020. - prijenos uživo